# Ermenegildo Gasperoni
Ermenegildo Gasperoni (* 4. August 1906; † 26. Juni 1994) war ein Politiker aus San Marino. Er gehörte von 1945 bis 1951 und 1955 bis 1957 der san-marinesischen Regierung an und war vom 1. Oktober 1978 bis 1. April 1979 gemeinsam mit Adriano Reffi Capitano Reggente (Staatsoberhaupt) von San Marino.

## Leben
Gasperoni gehörte im Jahr 1941 zu den Gründern des Partito Comunista Sammarinese (PCS). Bei den Parlamentswahlen 1945 und 1949 trat der PCS gemeinsam mit dem Partito Socialista Sammarinese (PSS) auf der Liste Comitato della Libertà (CdL) an und erreichte die absolute Mehrheit der Sitze. Ab der Wahl 1951 kandidierten PCS und PSS auf separaten Listen, stellten jedoch bis zu den Auseinandersetzungen von Rovereta im September 1957 gemeinsam  die Regierung.
Gasperoni wurde bei den Parlamentswahlen 1945 und 1949 auf der Liste des CdL, und 1951 und 1955 auf der Liste des PCS ins san-marinesische Parlament, den Consiglio Grande e Generale gewählt. Er gehörte von 1945 bis 1951 der san-marinesischen Regierung (Congresso di Stato) an. Nachdem 1949 an der Grenze zu Italien ein Spielkasino errichtet wurde, reagierte Italien mit einer Wirtschaftsblockade. Dies führte zu einer ökonomischen Krise in San Marino. Von Juni bis September 1951 wurde eine Notstandsregierung, der auch Gasperoni angehörte, aus je 8 Mitgliedern der bisherigen regierenden Koalition und der Opposition gebildet. In der nach der Wahl 1955 von PSS und PCS gebildeten Regierung war Gasperoni Sozialminister (Deputato per l’Assistenza e la Previdenza). Als die Regierung durch den Austritt mehrerer Abgeordneter ihre Parlamentsmehrheit verlor, kam es zu einer Verfassungskrise. Die von den Christdemokraten (PDCS) angeführte bisherige Opposition bildete eine provisorische Regierung und zog sich ins grenznahe Rovereta zurück. Die Linkskoalition scheiterte mit dem Versuch das Parlament auszulösen und trat zurück, nachdem Italien die Grenzen geschlossen hatte und mit einem Einmarsch drohte.
Bei der folgenden Wahl 1959 erhielten PCS und PSS zusammen nur 24 der 60 Parlamentssitze. Gasperoni wurde wie einigen anderen Abgeordneten von PCS und PSS für ihre Rolle in den Auseinandersetzungen von Rovereta im August 1960 das Parlamentsmandat aberkannt. Bei der folgenden Wahl 1964 kandidierte Gasperoni erneut und wurde wieder in den Consiglio Grande e generale gewählt, dem er bis 1983 angehörte. Der PCS blieb in der Opposition. Erst 1978 bis 1983 bildeten PCS und PSS mit dem Partito Socialista Unitario (PSU) wieder eine Linksregierung. Gasperoni wurde gemeinsam mit Adriano Reffi für die Periode vom 1. Oktober 1978 bis 1. April 1979 zum Capitano Reggente (Staatsoberhaupt) gewählt.